# Phố Hàng Muối
Hàng Muối là một con phố nằm trong khu phố cổ Hà Nội, dài 190m đi từ phố Hàng Mắm, chỗ nối với phố Hàng Bạc ở chạc ba Mã Mây đến chỗ giao lộ gặp đường Trần Nhật Duật, tại chạc ba gặp đoạn cuối phố Nguyễn Hữu Huân.

## Lịch sử
Phố Hàng Muối là đất thôn Thanh Yên ra cửa ô Ưu Nghĩa, tổng Phúc Lâm, huyện Thọ Xương cũ, hiện nay thuộc phường Lý Thái Tổ, quận Hoàn Kiếm.
Tên dân gian xưa đoạn đầu còn gọi phố Hàng Trứng (khác với ngõ Hàng Trứng nay là phố Đông Thái).
Thời pháp thuộc là phố Hàng Mắm (rue de la Saumure).
Cho dù được gọi là Hàng Muối nhưng trong phố không có cửa hàng nào buôn bán muối mà chỉ có mấy gia đình làm nghề buôn muối. Muối bán buôn cho các lái buôn các tỉnh và bán lẻ tại các chợ.
Những năm thập niên cuối thế kỷ 19, Hàng Muối cũng như Bờ Sông, quãng này còn là đất làng cũ ven đê. Khi thành đường phố thì bên phía đông mặt đường, dãy số lẻ, khoảng cách với Bờ Sông rất ngắn nên có nhiều ngôi nhà thông cả sang hai bên phố Hàng Muối và Bờ Sông (nay là đường Trần Nhật Duật).

## Các tuyến xe buýt chạy qua
Tuyến 08A , 08B, 11, 23, 31, 34, 86, 146, E02, E07: Hết phố